# Klette Károly
Klette Károly (Karl Klette von Klettenhof, Drezda, 1793. október 18. – Budapest, 1874. június 26.) udvari festő és rajzmester; Keleti Károly közgazdász és Kelety Gusztáv festő édesapja.

## Élete
1793. október 18-án Drezdában született, ahol édesapja szász királyi irodatiszt volt, aki fiában már zsenge gyermekkorban felfedezte, hogy az nemcsak hajlandóságot tanúsít a rajzolás iránt, de kiváló tehetséget is. Amikor az iskolákat elvégeztette vele, arra törekedett, hogy Károly kizárólag a művészetek tanulmányozására fordíthassa minden idejét.
Klette Károly legelőször szülővárosában képezte magát, majd Prágába került és utoljára Bécsben tanult Kunike tanár keze alatt. Pár év múlva Magyarországba jutott és az 1820-as években előkelő főúri körökben, különösen Pozsonyban a gróf Zichy családban kapott alkalmazást.
Itt ismerkedett meg a nagynevű József nádor udvarával, amely 1830-ban az országgyűlésre ide költözött és István főhercegnek, Magyarország utolsó nádorispánjának és ikertestvérének, Herminának, Klette Károly volt a legelső rajztanítójuk.
Dolga nagyon jól ment. Ez idő tájban ismerkedett meg a Sánthó családdal, s ez összeköttetése révén vette feleségül Bayer Johannát, egy odavaló polgárcsalád gyermekét. Ezen házasságból született Fanny nevű leánya, aki később Hanzély János királyi tanácsos neje lett; Károly, az országos magyar királyi statisztikai hivatal első igazgatója, és Gusztáv, festőművész, igazgató.
József nádor az evangélikus vallású rajzmestert már 1832-ben, vagy meglehet 1834-ben udvari festőjévé nevezte ki, s mikor az udvar 1836-ban Budára tért vissza, növendékeivel Klette is odaköltözött és nemcsak a fent említett ikreket tanította, hanem a fiatalon elhalt Hermina főhercegnőn kívül Erzsébet főhercegnőt s József főherceget is ő vezette be a rajzolás és festés elemeibe Budán és Alcsúton.
Amikor az idős nádor meghalt, családja 1847-ben Bécsbe költözött, és Klettét más tisztviselőkkel együtt nyugdíjazták. István főherceg életének utolsó éveit schaumburgi birtokán, a nassaui hercegségben élte le, ahol császári rendeletre mint kegyvesztett tartózkodott, és abban a fejedelmi módra felépített palotában, amelyben lakását berendezte, három nyáron át fogadta Klettét, neki megbízásokat adott, s a megrendelt képeket Klette magas pártfogója legnagyobb megelégedésére készítette el.
István nádor 1867-ben Mentonéban halt meg, s hogy ezen húsz év alatt hányszor érintkezett Klette az udvarral, és mennyi képet festett, nem lehet tudni.
Hogy a József nádor udvara mindig mennyire szívesen fogadta Klettét, az bizonyítja legjobban, hogy fiát, Károlyt, mikor ez mint honvéd Erdélyből, Bem József táborából 1849-ben hazakerült, az alcsúti uradalomban mint gazdasági gyakornokot alkalmazta.
Klette képeiről valamennyi kiállításon, ahova képeket küldött, az írói és művészi körök mindig a legnagyobb elismeréssel emlékeztek meg. Buda várának 1849. május 21-én történt visszafoglalását a helyszínen eszközölt vazlatok szerint olajban festette meg, és a kép eredetijét Budapesten a Prokopius család vásárolta meg, akiknél az nagy becsben állt. Különben készített ő arról több másolatot is, volt belőle egy leánya, özv. Hanzély Jánosné birtokában, aki önarcképét is őrizte, valamint unokája, dr. Hanzély László budapesti köz- és váltóügyvéd tulajdonában volt több festménye és igen sikerült rajza, köztük vadászati témájú állatképek az 1830-as évekből. Művei máshol is fellelhetőek voltak, mert azokat színnyomatban reprodukálták és az egész országban terjesztették.
Amikor Klette Károly 1874. június 26-án reggel 7 órakor meghalt, és a koporsóját a budavári Bécsi kapu mellett lévő 745. sz. lakásából kikísérték, a sajtó sem igen emlékezett meg róla, dacára hogy egyik fia a Magyar Tudományos Akadémiának, a másik a Kisfaludy Társaságnak oszlopos tagja volt.
1874. június 28-án délután helyezték örök nyugalomra az evangélikus egyház szertartása szerint.

## Művészete
Munkái elsősorban tájképek, veduták és csendéletek. Az 1838-as pesti árvízről készített rajzsorozatot.